# Афанасьев, Анатолий Васильевич
Анато́лий Васи́льевич Афана́сьев (1877—1952) — русский и советский военнослужащий, подполковник российской императорской (1917) и советской армий.

## Биография
Родился 4 (16) мая 1877 в Тарусе Калужской губернии, в семье коллежского секретаря.
Учился в 4-й Московской гимназии. В 1901 году окончил юридический факультет Московского университета, а в 1902 году — Алексеевское военное училище; выпущен подпоручиком в 144-й пехотный Каширский полк. В 1909 году окончил Николаевскую академию Генерального штаба по 2-му разряду и в Алексеевском военном училище стал преподавать тактику, топографию и географию.

### Первая мировая война
С началом Первой мировой войны капитан Афанасьев — в действующей армии: с 30 сентября 1914 года — командир батальона 1-го лейб-гренадерского Екатеринославского полка. В 1914 году причислен к Генеральному штабу. С 5 сентября 1915 года — помощник старшего адъютанта штаба 4-й армии, с 5 декабря 1915 года — и. д. старшего адъютанта штаба 8-й Сибирской стрелковой дивизии (19 января 1916 года утверждён в должности), с 19 января 1916 года — и. д. начальника штаба 65-й пехотной дивизии, с 5 февраля 1916 года — и. д. начальника штаба 8-й Сибирской стрелковой дивизии (31 марта 1916 года был переведен в Генеральный штаб), с 26 мая 1916 года — и. д. начальника штаба 7-й Сибирской стрелковой дивизии, с 19 ноября 1916 года — и. д. помощника старшего адъютанта отделения генерал-квартирмейстера штаба 4-й армии (30 января 1917 года утверждён в должности), с 6 марта 1917 года — начальник оперативного отдела Военно-сухопутного управления штаба Командующего флотом Балтийского моря, с 21 апреля 1917 года по 15 марта 1918 года — начальник оперативного отдела штаба сухопутных войск, подчиненных Командующему Балтийским флотом (Балтфлот), одновременно, с 26 декабря 1917 года по 14 марта 1918 года — и. д. начальника штаба сухопутных войск подчиненных Командующему Балтфлота, с 15 марта по 15 апреля 1918 года — Председатель ликвидационной комиссии по делам штаба сухопутных войск подчиненных Командующему Балтфлота.

### Гражданская война
В 1918 году добровольно вступил в РККА. С 29 мая 1918 года — начальник сухопутного отделения штаба Командующего флотом Балтийского моря, с 27 ноября 1918 года — помощник начальника Оперативного отделения Полевого штаба РВСР, с 28 марта 1919 года — вр. и.д. начальника Оперативного управления Полевого штаба РВСР, с 1 февраля 1920 года — вновь помощник начальника Оперативного управления Полевого штаба РВСР.
С 7 ноября по 28 декабря 1920 года — начальник штаба 15-й армии, с 9 декабря по 21 декабря 1920 года — вр. и.д командира 15-й армии. С 21 декабря 1920 года по 3 марта 1921 года в составе советско-украинской военной делегации участвовал в мирных переговорах с Польшей.

### После Гражданской войны
После Гражданской войны, с 3 марта 1921 года — помощник начальника Оперативного управления штаба Западного фронта, с 21 марта по 15 октября 1921 года — вр. и.д. начальника Оперативного управления штаба Западного фронта, с 24 мая по 28 июля 1922 года — вр. и.д. начальника мобилизационного управления штаба Западного фронта.
В 1922 году вернулся в Москву, занимал должности начальника штаба 35-й Московской отдельной стрелковой бригады, начальника штаба 14-й Московской стрелковой дивизии, начальника штаба 2-го стрелкового корпуса. С 1925 года — для особых поручений в инспекции РККА, с 1926 года — помощник начальника 5-го Управления (боевой подготовки) Штаба РККА С. Н. Богомягкова.

### Дело Весна
15 февраля 1931 года уволен в долгосрочный отпуск, 23 февраля 1931 года арестован по делу «Весна», вину признал. На допросе он показал:

«По своим политическим убеждениям я являюсь монархистом-конституционалистом. Глубоко религиозный, верующий человек. Будучи воспитанным в условиях царского правительства, традиций буржуазного общества, дисциплины старой армии, закреплённой в стенах академии генерального штаба — я, естественно, встретил Октябрьский переворот явно враждебно. Мне были не только непонятны происходящие события, но я резко осуждал их. Я хочу со всей искренностью признаться, что я до сего времени не могу примириться с существованием Советской власти. Начиная с Октябрьского переворота, я на протяжении всех этих лет упорно ожидал падения Советской власти».— Тинченко Я. Ю. Голгофа русского офицерства в СССР.
Был приговорён к 3 годам ИТЛ.

### Дальнейшая служба
11 декабря 1932 года освобождён досрочно, вернулся в Москву, преподавал на военных кафедрах в гражданских ВУЗах.
Во время Великой Отечественной войны, с декабря 1941 года — преподаватель тактики и топографии Московских курсов усовершенствования комсостава.
После окончания войны становится старшим преподавателем Военной академии им. Фрунзе, на этой должности до 1948 года.
Умер в Москве 21 августа 1952 года.

## Чины и звания

### Российская империя
- подпоручик — 1902
- поручик
- штабс-капитан
- капитан — (ст. 13.08.1913; на 03.01.1917 ст. установлено с 13.08.1911)
- подполковник — 15.08.1917

### СССР
- подполковник

## Награды
- Орден Святого Владимира 4-й степени с мечами и бантом
- Орден Святой Анны 2-й степени с мечами
- Георгиевское оружие (ВП от 18.07.1915) — за то, что с 6 по 21 ноября 1914 года, руководя обороной значительно выдвинутой в переди общего фронта высоты 124,4 при д. Косцелец, со своим батальоном и 3 пулемётами отбивал все настойчивые и повторные атаки противника, в особенности в ночь на 7 и 8 ноября, а также дневные атаки 7 и 9 ноября, не уступив своей позиции противнику, атаковавшему батальон значительно превосходными силами[2].
- Орден Красной Звезды (03.11.1944)[3]
- Медаль «За победу над Германией в Великой Отечественной войне 1941—1945 гг.» (09.05.1945)[3]